# Сентрал (Луїзіана)
Сентрал (англ. Central) — місто (англ. city) в США, в окрузі Іст-Батон штату Луїзіана. Населення — 29 565 осіб (2020).

## Географія
Сентрал розташований за координатами 30°33′33″ пн. ш. 91°2′8″ зх. д. / 30.55917° пн. ш. 91.03556° зх. д. (30.559305, -91.035507).  За даними Бюро перепису населення США в 2010 році місто мало площу 161,91 км², з яких 161,20 км² — суходіл та 0,71 км² — водойми.

## Демографія
Згідно з переписом 2010 року, у місті мешкали 26 864 особи в 10 179 домогосподарствах у складі 7913 родин. Густота населення становила 166 осіб/км².  Було 10574 помешкання (65/км²).
Расовий склад населення:
| - 89,3 % — білих - 8,3 % — чорних або афроамериканців - 0,6 % — азіатів - 0,4 % — корінних американців |

До двох чи більше рас належало 1,0 %. Частка іспаномовних становила 1,6 % від усіх жителів.
За віковим діапазоном населення розподілялося таким чином: 23,0 % — особи молодші 18 років, 63,1 % — особи у віці 18—64 років, 13,9 % — особи у віці 65 років та старші. Медіана віку мешканця становила 40,6 року. На 100 осіб жіночої статі у місті припадало 96,1 чоловіків;  на 100 жінок у віці від 18 років та старших — 92,7 чоловіків також старших 18 років.
Середній дохід на одне домашнє господарство  становив 80 698 доларів США (медіана — 68 195), а середній дохід на одну сім'ю — 90 982 долари (медіана — 81 163). Медіана доходів становила 58 250 доларів для чоловіків та 40 671 долар для жінок. За межею бідності перебувало 6,7 % осіб, у тому числі 10,8 % дітей у віці до 18 років та 3,6 % осіб у віці 65 років та старших.
Цивільне працевлаштоване населення становило 13 706 осіб. Основні галузі зайнятості: освіта, охорона здоров'я та соціальна допомога — 19,3 %, виробництво — 13,2 %, роздрібна торгівля — 11,1 %, науковці, спеціалісти, менеджери — 9,5 %.